# Portulaca cypria
Portulaca cypria är en portlakväxtart som beskrevs av Avinoam Danin. Portulaca cypria ingår i släktet portlaker, och familjen portlakväxter. Inga underarter finns listade i Catalogue of Life.